# سکیبنگو-پوداوتسه
سکیبنگو-پوداوتسه (به لهستانی:  Skibniew-Podawce) یک روستا در لهستان است که در گمینا سوکوووف پودلاسکی واقع شده‌است.